# Мехмед-паша Ћуприлић
Мехмед-паша Ћуприлић (око 1575 — 31. октобар 1661) је био оснивач породице Ћуприлић, велики везир Османског царства од 1656. године до своје смрти.
Долазак Мехмеда Ћуприлића на место великог везира означио је почетак више од двадесет година стабилне власти и обнове османског престижа. На везирском престолу у овом периоду били су Мехмед Ћуприлић (1656-1661), његов син Ћуприлић Фазил Ахмед-паша (1661-1676) и његов зет Мерзофонлу Кара Мустафа-паша (1676-1683).

## Владавина
Мехмед Ћуприлић је по доласку на власт имао више од седамдесет година. Обављао је функције намесника Трабзона (Трапезунта) и намесника Триполија. За великог везира именован је 15. септембра 1656. године. Себи је поставио за циљ да Царство изведе из кризе у коју је запало и да власти врати ауторитет. Одлучно је кажњавао верске екстремисте (кадизаде), наредио је погубљење Абаза Ахмед-паше јер је препустио Бозџа Аду (Тенедос) Млечанима, сузбио је побуну спахија, очистио је њихове редове, однео је победу над млетачком флотом јула 1657. године и поново повратио Бозџа Аду и Лимнос. Дарданели су ослобођени млетачке блокаде, чиме је отклоњена опасност од глади и побуне у Истанбулу. Током везирата Мехмеда Ћуприлића вођен је поход против трансилванијског кнеза Ђерђа II Ракоција. Поход из 1658. године завршен је сменом на престолу; кнез је постао Акош Барчај. Побуну спахија предводио је Абаза Кара Хасан-паша из Алепа. Упркос поразу код Илгина (1658), османске власти ипак су угушиле побуну следеће године. Побуне у Египту и Анталији такође су сузбијене 1659. године. Ћурпилић је спровео чистке у војсци строго кажањавајући „џелалије“, функционере или официре који су били нелегално, без званичног именовања, у служби. Током Мехмедовог везирата у Истанбулу је избио највећи пожар (јул 1660) у коме је страдало 4000 људи. Везир је омогућио изградњу џамије Јени Валиде (октобар 1663), највећу после Плаве Џамије. Мехмед је за само неколико година успео да поправи прилике у Османском царству наступиле након смрти Мехмеда IV. Успео је да издејствује да га на месту везира наследи син Фазил Ахмед-паша.